# 先端成長

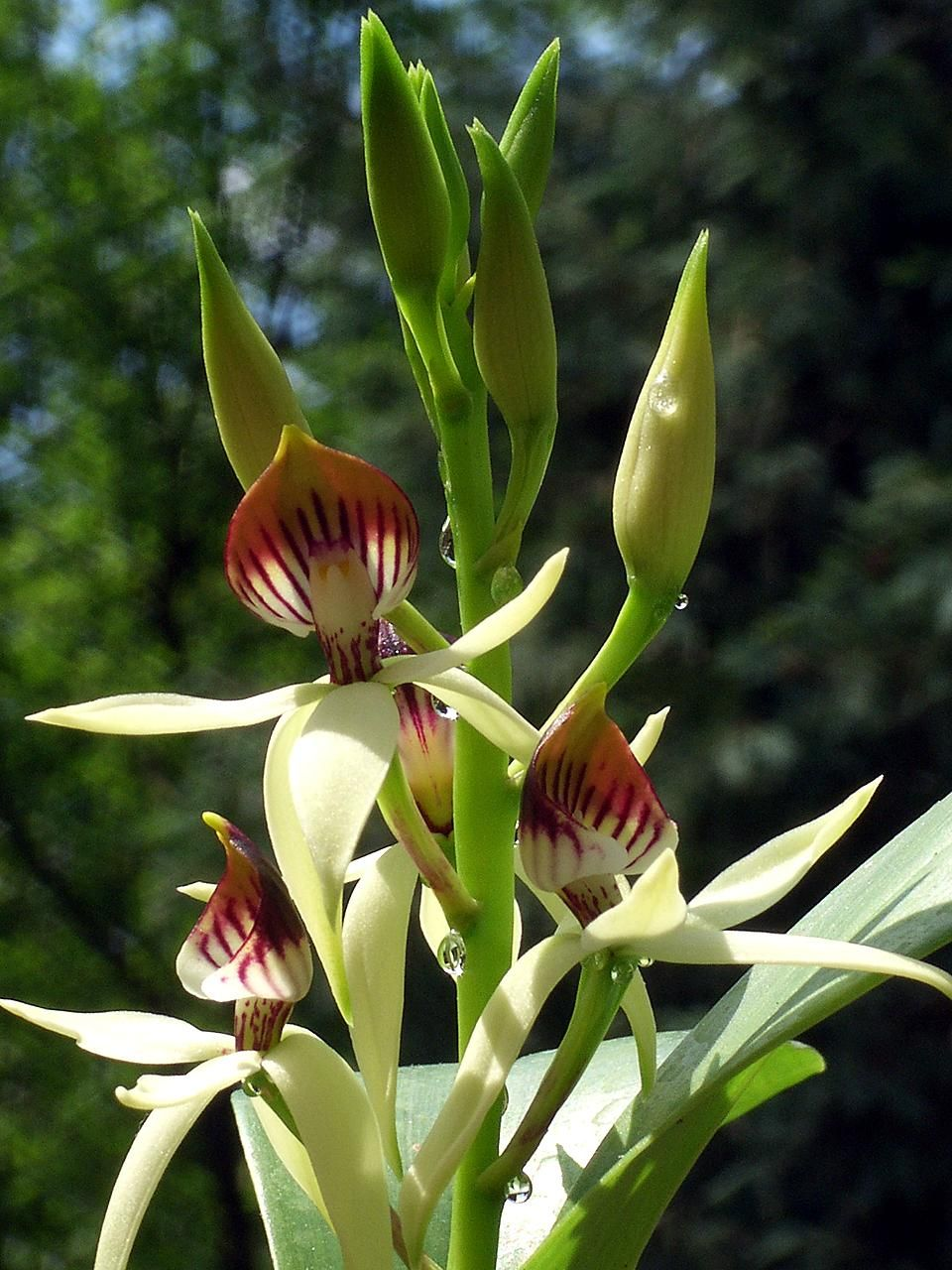
先端成長：ランの一種 Encyclia lancifolia

先端成長（せんたんせいちょう、tip growth,apical growth）というのは、生物の成長において、その細長い体の一端で、外側に向けて新しい体が形成されるような成長の方式をさす言葉である。この型の成長は、植物の特徴と見なされたことがある。

## 概説
一般の植物の体は根や茎の先端で新たな体の部分が形成され、それより基部に近い側では既製の部分が大きくなる以外の変化は見られないのが普通である。そのため、植物の体は既製の体の外側に新たな組織が追加されるようにして成長し、基本的には同一の形の器官を繰り返し作り出しながら育つ。これらは、一つにはそれを構成する細胞が細胞壁を持ち、互いの位置を変化させるのが難しいのもその一因である。
先端成長は高等植物から藻類までさまざまな群で見られる。また、菌類も先端成長を行い、これが菌類を植物と見なす理由のひとつであった。内容について見ると、細胞が立体的に配置した多細胞生物の場合と、せいぜい鎖状に細胞が並んだ糸状体ではその形が大きく異なる。前者は組織の段階での先端成長であるのに対して、後者では細胞の段階でのそれが見られる。

## 組織の場合

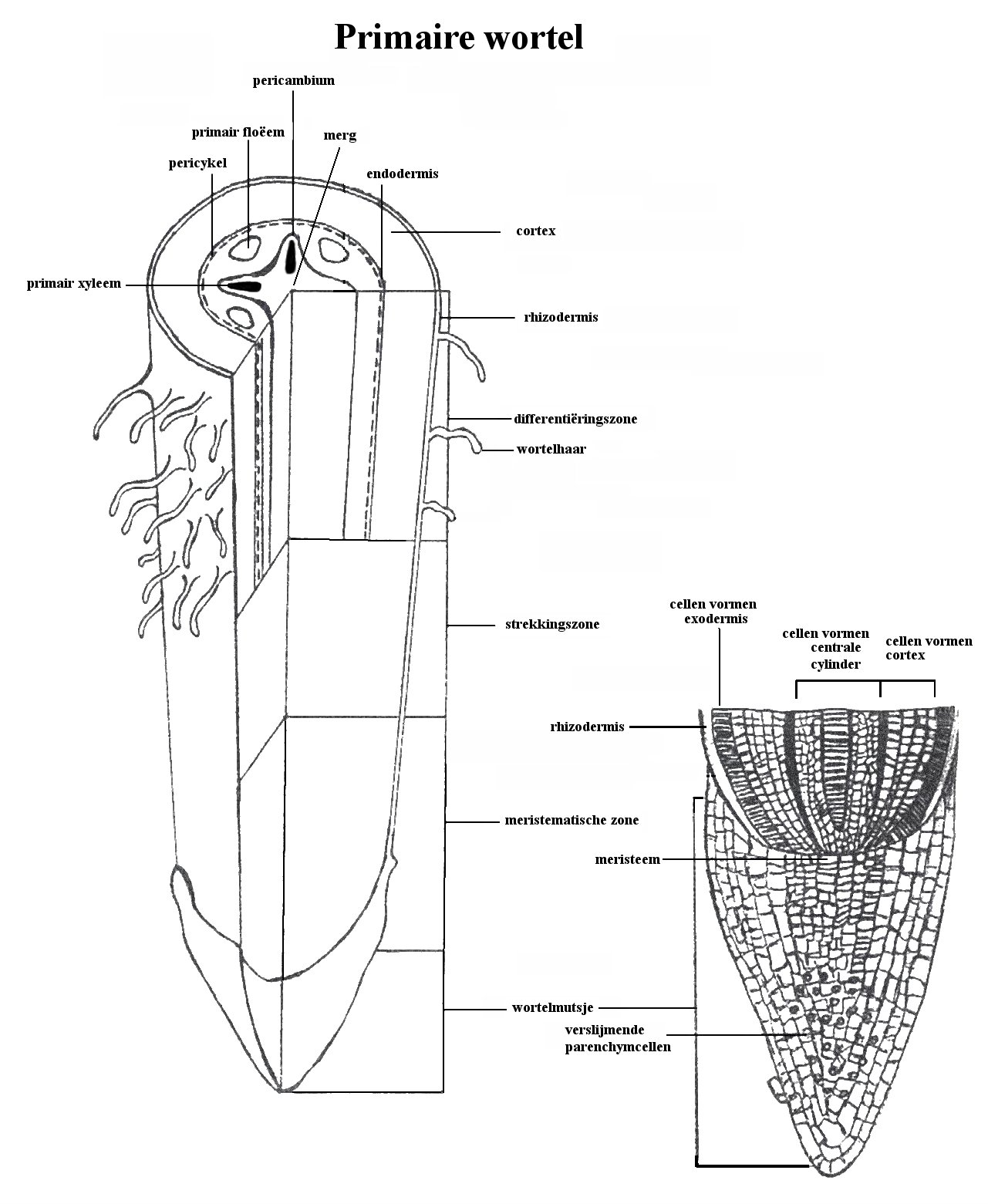
根の先端の模式図。図中の meristeem = meristem、根端分裂組織

いわゆる維管束植物においては、その茎は三次元に細胞が配列したものであり、内部ではいくつかの組織が分化している。そこでの細胞分裂は、茎や根の先端にある成長点あるいは頂端分裂組織と呼ばれる分裂組織に限定される。そこでは細胞分裂によって茎や根の細胞が作られて、それによってそれらが先へと伸び、同時に葉などの軸性器官が形成される。これによって形成された組織は、一次組織といわれることがある。
コケ植物の場合、茎の構造はやや簡単ながら、やはり先端の分裂組織での細胞分裂によってその伸長が行われる。
車軸藻類では、一見は種子植物の水草に似た姿であるが、その構造ははるかに簡単で、節々の間はほとんどが単一の細胞である。その成長は一種の先端成長であるが、やはり特殊なもので、先端には成長点細胞があり、これが分裂によって上下二細胞を生じる。このうちの下側の細胞はそのまま伸びて節間細胞となり、上側の細胞はさらに分裂して節部を形成する。
また、菌類においては真の組織は形成しないが、菌糸が束になった疑似的な組織が形成され、そこに先端成長のような様子が見られる場合がある。例えば菌糸束などがそれであるが、先端が若々しい様子は種子植物の根にも似ている。この場合、菌糸の成長する先端がそろって先端に出ているもので、成長は個々の菌糸の成長そのものである。

## 細胞の段階

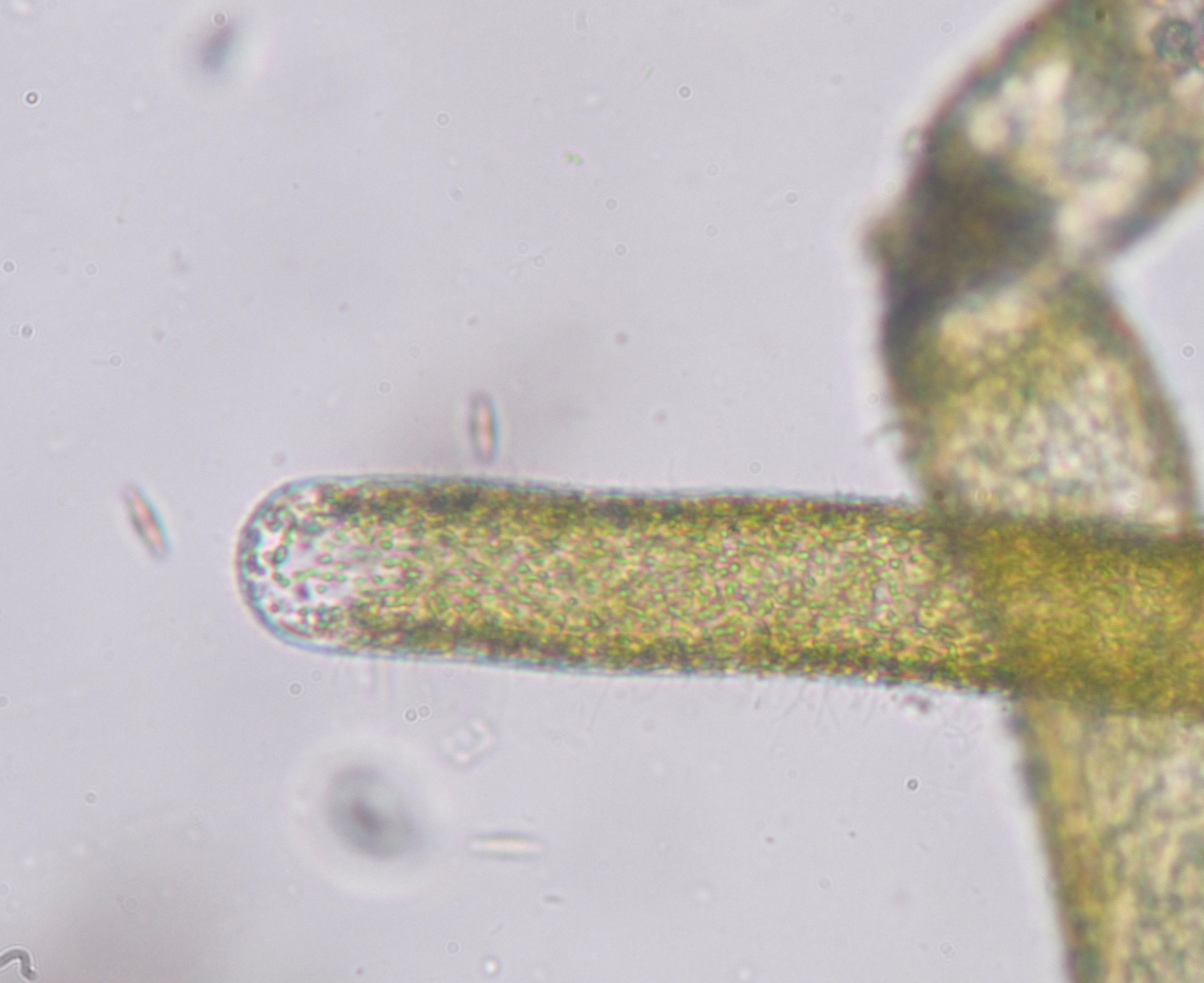
フシナシミドロの藻体先端

細胞が一列の鎖状に並んだ糸状体など、細長い糸状の構造体が、その先端で成長するものもある。糸状の藻類、例えばアオミドロなどがその代表である。しかし、種子植物においても根毛・花粉管などにそのような成長の型が見られる。他にコケ植物の原糸体等、あるいは菌類の菌糸もこのような形に当たる。
これらの場合、植物体の先端での生長というより、細胞の一端における成長という方がふさわしい。つまり、細胞列の最先端の細胞の、そのまた先端部で新たな細胞壁が作られることで細胞が伸びる。細胞分裂を行う場合には、ある程度の長さに細胞が伸びると、細胞の途中に隔壁を生じて細胞が区分される。
多くの例で、この成長する先端部近辺の細胞内には小胞が見られる。これは、細胞壁の形成に関与するものと考えられる。

## 動物の場合
この型の成長は動物には見られないものである。しかし、尾や足が再生する場合の再生芽、あるいはヒドロ虫類のヒドロ根の先端などに、見かけ上はよく似たものが見られることがある。